# Herschel McCoy
Herschel McCoy (* 6. August 1912; † 3. Februar 1956 in Los Angeles) war ein US-amerikanischer Kostümdesigner.

## Leben
McCoy arbeitete zunächst als Kostümdesigner für verschiedene B-Movies, darunter Filme aus der Charlie-Chan- und der Mr.-Moto-Reihe, bis er ab 1951 für Metro-Goldwyn-Mayer an großen Produktionen arbeitete. Für seine Arbeit am Monumentalfilm Quo vadis? wurde McCoy 1952 für den Academy Award in der Kategorie „Bestes Kostümdesign - Farbe“ nominiert. Zwei Jahre später folgte eine weitere Nominierung, diesmal gemeinsam mit Helen Rose für die Kostüme des Films Du und keine andere in der Kategorie „Bestes Kostümdesign - Schwarzweiß“. Im Februar 1956 starb McCoy überraschend im Alter von 43 Jahren.

## Filmografie (Auswahl)
- 1936: Charlie Chan beim Pferderennen (Charlie Chan at the Race Track)
- 1936: Charlie Chan in der Oper (Charlie Chan at the Opera)
- 1937: Mr. Moto und die Schmugglerbande (Think Fast, Mr. Moto)
- 1937: Mr. Moto und der China-Schatz (Thank You, Mr. Moto)
- 1939: Der Frechdachs von Arizona (The Arizona Wildcat)
- 1939: Damals in Hollywood (Hollywood Calvacade)
- 1939: Charlie Chan auf der Schatzinsel (Charlie Chan at Treasure Island)
- 1940: Charlie Chan im Wachsfigurenkabinett (Charlie Chan at the Wax Museum)
- 1940: Pier 13
- 1942: A Gentleman at Heart
- 1942: Dick und Doof in geheimer Mission (A-Haunting We Will Go)
- 1943: Flicka
- 1949: Tulsa
- 1951: Quo vadis?
- 1953: Julius Caesar
- 1953: Du und keine andere (Dream Wife)
- 1953: Latin Lovers
- 1953: Eine Chance für Suzy (Give a Girl a Break)
- 1955: Tempel der Versuchung (The Prodigal)